# Mandejci
Mandai (Mandejci; kršćani svetog Ivana; Subba, Sabbehi, Mandaean), narod semitskog jezičnog roda naseljen u Iranu (Huzestan) osobito u gradu Hoveiseh i Iraku (Basra). Mandai su poznati i kao Subba (u jednini Subbi) a najpoznatiji su po svojoj religiji mandaizmu. 

## Jezik
Mandejski jezik (ima 3 dijalekta) pripada aramejskoj skupini semitskih jezika, ali danas dosta njih govori i drugim jezicima. U Huzestanu u Iranu govore perzijski, u Iraku arapski. Nešto ih živi i u SAD-u i Australiji (300 u Sydneyju 1995.) Ostali nazivi za njih su Nazorejci.

## Vanjske poveznice
- Mandaeans  Arhivirana inačica izvorne stranice od 9. svibnja 2008. (Wayback Machine)
- A language of Iran: Mandaic